# カラバンコロ
カラバンコロ（フランス語: Kalabancoro）はマリのクリコロ州のカティ圏の都市。
首都バマコの郊外の一部になっている。
ニジェール川の南岸に位置する。
1998年の人口は3万5582人だったが、2009年には約4.7倍の16万6722人に急増している。
バマコとシカソに次いで3番目に人口の多いコミューンで、田舎コミューンでは最大である。